# Krmin
Krmin (italijansko oz. furlansko Cormons, nemško Kremau) je naselje in občina z okoli 7.200 prebivalci v avtonomni deželi Furlaniji - Julijski krajini.

## Geografija
Krmin leži pod 274 mnm visoko Krminsko goro na severu Goriškega krasa. Občina, ki ima površino 34,6 km², šteje 7.366 prebivalcev. Naselje se je razvilo na slovensko-furlanski narodnostni meji ob cesti in ob železnici Gorica - Videm. V to furlansko naselje so se že od nekdaj naseljevali tudi briški Slovenci (leta 1920 so predstavljali 7 % prebivalstva).
Krmin obsega poleg samega naselja še vasi in zaselke Angoris, Borjan (Borgnano), Bračan (Brazzano), Ceglo (Zegla, maloobmejni prehod), Fornaci, Jasih (Giassico), Monticello di Cormons, Novaje (Novali), Plešivo (Plessiva, maloobmejni prehod), Povia, Roncada in Sveti Rok pri Bračanu (San Rocco di Brazzano).

## Zgodovina
Arheološke najdbe kažejo, da je bilo območje današnjega Krmina poseljeno že v prazgodovini in rimski dobi. Trdnjava na Krminski gori, ki so jo okoli 610 napadli Obri, je bila del v Langobardskega limesa, ki je imel pomemben vpliv na slovensko narodnostno mejo na zahodu. V zgodnjem srednjem veku je bil v Krminu sedež oglejskih patriarhov za več kot stoletje (610–737).
Leta 980 je cesar Svetega rimskega cesarstva Oton II. Krmin podaril langobardskemu kralju Rodoaldu, in je kasneje prešel na oglejske patriarhe. V 11. in 12. stoletju je prišlo do spora glede lastništva med patriarhi in goriškimi grofi, ki so ga leta 1277 tudi prevzeli. Po kratki beneški okupaciji leta 1308 so ga ponovno pridobili goriški grofje. Leta 1500, po smrti zadnjega goriškega grofa Lenarta je Krmin postal del Avstrijske monarhije, razen kratkih obdobij okupacije Beneške republike (1508 - 1509) ter Napoleonove Francije. Kasneje je bil del Avstro-Ogrske, vse do konca prve svetovne vojne, po njej pa je bil priključen Italiji.

## Znamenitosti
Grad na Krminski gori, ki se je razvil iz poznoantične utrdbe, je bil od leta 1618 dalje opuščen, zdaj je v ruševinah. Romarska cerkev Marije Pomočnice na južnem pobočju Krminske gore je bila zgrajena 1636 v beneškem manierističnem slogu; tudi na glavnem oltarju iz 17. stoletja se prepletajo elementi beneške in severne renesanse.
V zgodovinskem središču naselja je ohranjen precejšen del srednjeveškega obzidja. Na mestu starejše cerkve v letih 1736 do 1770 zgradili župnijsko cerkev sv. Adalberta v obliki poznobaročne dvoranske stavbe.

## Etnična sestava prebivalstva
Po popisu prebivalstva iz leta 1971 se je 4,4 % prebivalcev v Občini Krmin opredelilo, da so Slovenci.

## Znane osebnosti
- Denis Godeas
- Sergio Marcon